# からつ号

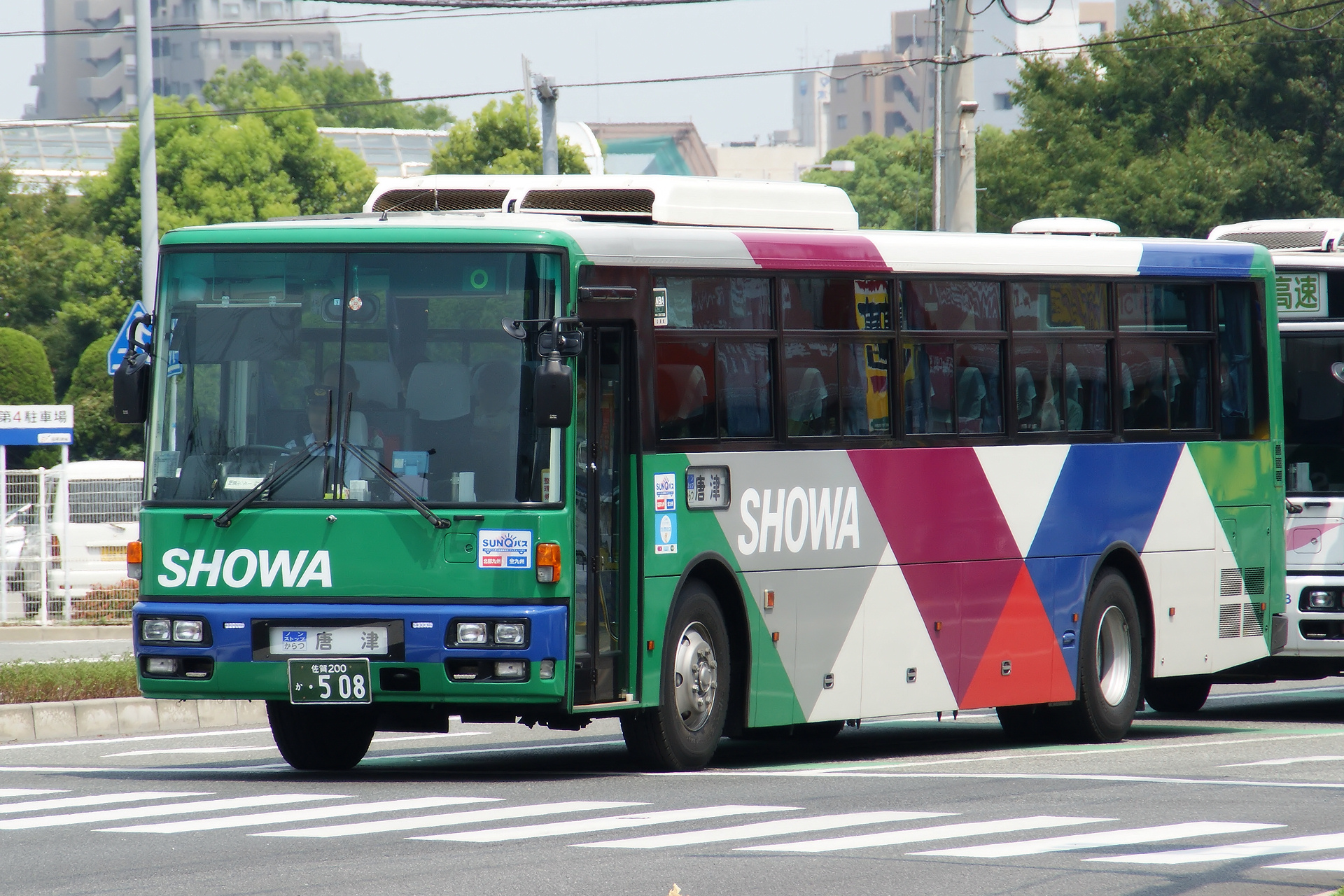
からつ号（昭和自動車）

からつ号（からつごう）は、福岡県福岡市と佐賀県唐津市を結ぶ、昭和自動車（昭和バス）が運行する高速バス路線である。

## 概要
福岡都市高速道路、西九州自動車道（今宿道路・二丈浜玉道路）を経由して福岡市の博多バスターミナル・天神と唐津市の唐津大手口バスセンターを結ぶ高速バス路線である。一部の便は福岡空港発着である。2004年から2011年3月までは、「からつ号」の他にも、唐津より先の呼子まで行く「よぶこ号」が設定されていた。
福岡市の中心部である天神と唐津市の中心部である大手口の間は日中で64分～72分、早朝・深夜は60分～67分程度の所要時間である。これは並行する福岡市地下鉄空港線・JR筑肥線の天神駅 - 唐津駅間の快速の所要時間とほぼ同等で、普通列車より短い。
運賃は福岡空港 - 唐津大手口1,250円、博多バスターミナル・天神 - 唐津大手口間1,050円である。福岡市地下鉄・筑肥線の運賃は福岡空港 - 唐津1,200円、博多・天神 - 唐津間1,160円であり、博多・天神 - 唐津間においては福岡市地下鉄・筑肥線より安くなっている。往復割引券(1,800円）に加えて4枚つづり(3,500円)、14枚つづりの回数券(10,000円)もある。

## 運行会社
- 昭和自動車
  - 担当営業所：唐津営業所・伊都営業所・福岡営業所・伊万里支所

## 運行形態
基本的に宝当桟橋～博多バスターミナル間の運行で、便によって途中停車地が変わることはないが、一部の便では博多駅から先の福岡空港まで行く。また、朝の唐津方面行2便は唐津城入口行きとなっており、早稲田佐賀中高へのスクールバスとしての役割も果たしている。
昭和バスの屋台骨とも言える路線で、西九州自動車道と福岡都市高速の直結後は比較的高頻度かつ等間隔なダイヤとなるなど、JR筑肥線と並び唐津市～福岡市間の主要な交通機関となっている。

## 停車停留所
※現行
▼：唐津行きは乗車のみ、福岡行きは降車のみ
▲：唐津行きは降車のみ、福岡行きは乗車のみ
‖：非経由
| 停車停留所名       | 停留所所在地 | 停留所所在地 | 乗降    | 乗降    | 備考                                          | 停車地周辺の主な施設など                 |
| ------------------ | ------------ | ------------ | ------- | ------- | --------------------------------------------- | ---------------------------------------- |
| 福岡空港国内線     | 福岡県       | 福岡市博多区 | ▼       | ▼       | 福岡空港発着便のみ停車                        | 福岡空港                                 |
| 博多バスターミナル | 福岡県       | 福岡市博多区 | ▼       | ▼       |                                               | 博多駅、博多駅地区                       |
| 天神               | 福岡県       | 福岡市中央区 | ▼       | ▼       | 乗車は西鉄天神高速バスターミナル 降車は日銀前 | 天神地区                                 |
| 横田下東           | 佐賀県       | 唐津市       | ▲（※1） | ▲       |                                               | マリンセンターおさかな村                 |
| 鏡山下             | 佐賀県       | 唐津市       | ▲       | ▲       |                                               | イオン唐津SC                             |
| 丸宗               | 佐賀県       | 唐津市       | ▲       | ▲       |                                               | 大久保緑地（丸宗公園）                   |
| 用尺南             | 佐賀県       | 唐津市       | ▲       | ▲       |                                               | 和多田駅                                 |
| 栄町東             | 佐賀県       | 唐津市       | ▲       | ▲       |                                               |                                          |
| 大手口             | 佐賀県       | 唐津市       | ▲       | ▲       | 乗車は唐津大手口バスセンター 降車は辻薬局前   | 唐津市役所 唐津神社                      |
| アルピノ前         | 佐賀県       | 唐津市       | ▲       | ‖       |                                               | 唐津市ふるさと会館アルピノ 唐津駅        |
| 宝当桟橋           | 佐賀県       | 唐津市       | ▲       | ‖       |                                               | 昭和自動車本社 高島行き渡船のりば 唐津城 |
| 唐津城入口         | 佐賀県       | 唐津市       | ‖       | ▲（※2） | 下り2本のみ停車                               | 早稲田佐賀中学校・高等学校               |

※1『横田下東』の福岡方面については、速達性確保のためからつ号のみ始発～朝8:59の間は停車しない。尚、いまり号は全便停車する。。
※2朝の唐津方面の始発2便のみ、唐津城入口が終点となる（ルートは、大手口→坊主町交差点を右折→北坊主町交差点を右折→唐津城）。それらの便はアルピノ前と宝当桟橋には停車しない。
- 乗車時は整理券が必要である。nimocaやそれと相互利用できるICカードが使える。
- 以前存在していた「よぶこ号」は大手口～呼子間で西唐津駅前・岩野・打上に停車しており、大手口～呼子間の各バス停で相互に乗降が可能だった。ただし西唐津駅前～大手口間のみの利用、呼子～大手口と大手口～鏡山下間の相互利用はできなかった。

### 運行経路
- 福岡市内 - 天神北ランプ - 福岡都市高速環状線 - 福重JCT - 西九州自動車道（福岡前原道路 - 国道202号 - 二丈浜玉道路） - 浜玉中前交差点 - 国道202号（唐津バイパス） - 唐津市内

## 車両
- 車両は「いまり号」および「いと・しま号」と共通運用されており、ハイデッカーまたは標準床、4列リクライニングシート。
- 車種はスペースアロー・スペースランナーRAが中心で、2002年頃以降は日産ディーゼルの標準床車のみが投入されてきた。その後、西工の廃業により2012年からは国産ハイデッカー車よりも安価な韓国・現代自動車製のヒュンダイ・ユニバースが運行に加わっている。最近では貸切車同様にセレガやガーラが投入されている(但し、路線仕様車はスポイラー等が省かれたリミテッドエディションが選択されている)。

## 沿革
かつて昭和自動車は、国道202号を通って福岡市と唐津市・呼子町を結ぶバスを頻繁に運行していて、同社のドル箱路線となっていた。しかし1983年に、並行する国鉄（※当時）筑肥線が電化されて福岡市地下鉄への乗り入れが開始され、唐津側でも路線切り替えによって唐津駅に直通するようになり、筑肥線の利便性が大幅に向上したためにバス利用者は急速に減少した。
高速バスとしては1993年に昭和自動車と西日本鉄道（西鉄バス）との共同運行で運行開始された（西鉄は特急扱い）。当初は一般道路を走行する区間が長いため所要時間が長く定時性が悪かったが、2001年10月14日に福岡都市高速道路と西九州自動車道が直結された際に昭和自動車の単独運行となり、福岡～唐津間の所要時間を大幅に短縮のうえ運賃も値下げするなど、所要時間・運賃の双方で筑肥線に対して優位に立つようになっている。また、居住性の面でも筑肥線は全てロングシートの通勤用車両のため、バスの方が優位に立っている。
- 1993年 - 運行開始。福岡都市高速1号線天神北ランプ～百道ランプ間、西九州自動車道（福岡前原道路）周船寺～前原東間を経由。当初は一日12往復。
  - のちに8往復に減便。
  - 1998年に西九州自動車道が拾六町まで延長されたが、増減便、運行時刻の変更は実施されず。
  - 2001年10月13日現在の停車地は西鉄天神バスセンター、市民グランド前、栄町東、唐津大手口バスセンター。
- 2001年10月14日 - 都市高速1号線百道～福重開通に伴う大幅ダイヤ改正。
  - 西鉄が撤退して昭和バスの単独運行になり、14往復に増便。同時に運行ルート変更。天神北～前原東間が自動車専用道路経由となる。
  - 運賃は福岡 - 唐津間片道1,100円→1,000円、往復1,900円→1,700円に値下げ。4枚つづり3,000円、20枚つづり10,000円の回数券を発売開始（現在は16枚）。
  - 停車地は博多駅交通センター、天神（唐津行きは西鉄天神バスセンター、福岡行きは日銀前）、丸宗、用尺南、栄町東、唐津大手口、アルピノ前。
- 2002年4月27日 - ダイヤ改正。20往復に増便。
- 2003年4月1日 - ダイヤ改正。26往復に増便し、平日と土日祝日の運行時刻を別とする。
- 2004年10月1日 - 呼子まで延長運転を開始し、「よぶこ号」新設（からつ号27往復、よぶこ号5往復。唐津大手口～博多駅間は32往復に増便）。
- 2005年10月1日 - 高島の宝当神社利用客のため、からつ号の一部便を宝当桟橋まで延長運転開始（宝当桟橋は、昭和自動車唐津本社営業所前）。
- 2006年4月1日 - 平日1往復増発、平日33往復に。また、平日8往復、土休日7往復、福岡空港まで延長運転開始。
- 同年11月1日 - 「いまり号」の鏡バス停廃止に伴い、新たに鏡山下バス停に停車するようになる。
- 2007年10月1日 - 「よぶこ号」の唐津大手口～呼子間で新たに西唐津駅前・岩野・打上バス停に停車。打上バス停は新設。
- 2010年2月10日 - バスセンター解体に伴い、大手口の出発地をバスセンターから市役所前に変更。
- 2010年2月27日 - IC乗車券nimocaを導入。
- 2010年4月1日 - ダイヤ改正。
  - すべての便を宝当桟橋始発に、また夕方以降と朝1便を除きすべて宝当桟橋行に変更。
  - 朝の唐津方面第1便を唐津城入口行に変更。
- 2011年3月31日 - ダイヤ改正。「よぶこ号」廃止により、全便「からつ号」に統一。本数・時刻の変更はなし。
  - 一般路線バスの呼子線に打上経由が新設されたが、3往復のみ。
- 2011年12月11日 - 新バスセンター供用開始に伴い、大手口の発車地を市役所前からバスセンター3番のりばに変更。
- 2012年4月1日 - ダイヤ改正。
  - 平日35.5往復、土休日34.5往復（共に唐津行きが福岡行きより1本多い）に。
  - 従来の唐津方面始発便の前に唐津方面を1本追加（唐津城入口行）。
  - 大手口の到着地を信金前から辻薬局前に変更。
- 2014年4月1日 - 消費税増税に伴い運賃値上げ。
- 2016年10月5日 - 福岡空港国内線ターミナルの再開発に伴い、発着バス停を「福岡空港国内線」（旧：福岡空港第三）に一本化[2]。
- 2022年（令和4年）4月1日 -新たに「横田下東」バス停に停車開始。ただし、唐津→福岡方面については始発～8:59までは速達性確保のため通過する。[3]。
- 2023年（令和5年）7月21日 - 減便。慢性的な運転士不足および、2024年に予定される運転士の労働に関する法律改正に対応したダイヤの見直しが必要になった為である。[4]